# Ниска
У рачунарству и другим гранама математике, ниска (енгл. string) је уређени низ симбола. Ови симболи су изабрани из унапред одређеног скупа или азбуке.
У програмирању, ниска се обично препознаје као знаковни тип података и складиштење у меморији се врши тако што се сваки симбол представља коришћењем неке нумеричке вредности. Ниска је погодна за карактер-по-карактер обрађивање и по томе се разликује од класичних низова. У овом контексту, ниска не мора репрезентовати текст. 
За променљиву која је декларисана да је типа ниске, обично се алоцира довољно меморије да се ускладишти одређена количина симбола. Неке ниске су већ унапред дефинисане, као и њихова вредност и значење. Када се таква ниска дословно појави у изворном коду препознаје се као „стринг литерал“ и употребљава се у ознаци као таква.